# وان كونغ
وان كونغ (بالصينية: 尹光) هو مغني صيني، ولد في 1944 في مدينة هو تشي منه في فيتنام.

## وصلات خارجية
- وان كونغ على موقع ميوزك برينز (الإنجليزية)
- وان كونغ على موقع ديسكوغز (الإنجليزية)
- وان كونغ على موقع ديسكوغز (الإنجليزية)
- وان كونغ على موقع ديسكوغز (الإنجليزية)